# دانیلا کوزلوفسکی
دانیلا والیریویچ کوزلوفسکی (به روسی: Дани́ла Вале́рьевич Козло́вский) (زاده ۳ مه ۱۹۸۵) بازیگر و مدل روسی است.
از فیلم‌های معروف او می‌توان به بازی در آکادمی خون‌آشام‌ها و خدمه پرواز اشاره کرد.